# Hamilton (Virginie)
Pour les articles homonymes, voir Hamilton.
Hamilton est une ville des États-Unis située dans l’État de Virginie et le comté de Loudoun. Au recensement de 2010, sa population était de 506 habitants.

## Source
- (en) Cet article est partiellement ou en totalité issu de l’article de Wikipédia en anglais intitulé « Hamilton, Virginia » (voir la liste des auteurs).